# 캐나다 공공서비스조달부
캐나다 공공서비스조달부(영어: Public Services and Procurement Canada, PSPC; 프랑스어: Services publics et Approvisionnement Canada)는 캐나다 정부의 내부 행정 전반을 담당하는 캐나다의 정부 부처이다.

## 개요
공공서비스조달부는 다른 정부 부처의 조달 업무를 담당하며, 주로 대규모 부동산 포트폴리오와 교량, 댐, 고속도로와 같은 사회 기반 시설을 관리한다.